# Stazione di Garessio
La stazione di Garessio  è una stazione ferroviaria posta sulla ferrovia Ceva-Ormea, al servizio dell'omonimo comune quale fermata di treni turistici.

## Storia
Garessio venne raggiunta dalla ferrovia nel 1890 e la relativa stazione fu inaugurata in concomitanza all'attivazione del tronco Priola-Garessio il 15 luglio dello stesso anno.
Nel corso del primo decennio del XXI secolo tutte le stazioni della linea furono tramutate in fermate con la rimozione dei binari di incrocio ad eccezione di Garessio, che costituì l'unica sede d'incrocio della linea e vide l'installazione di Apparati Centrali Elettrici a pulsanti d'Itinerario. Nonostante ciò, l'esercizio della linea venne eseguito a spola e per questo il binario 2, sebbene dotato di uno scambio attivo, rimase inutilizzato.
Dal 2001 la gestione dell'intera linea, e con essa quella della stazione di Garessio, passò in carico a Rete Ferroviaria Italiana la quale ai fini commerciali classifica l'impianto nella categoria "Bronze".
Al 2002 la stazione risultava impresenziata insieme a tutti gli altri impianti sulla linea, ad esclusione della stazione di Ceva.
La stazione rimase senza traffico dal 17 giugno 2012 per effetto della sospensione del servizio sulla linea.
La stazione tornò attiva nel 2016 con la riapertura della linea a scopi turistici: i saltuari servizi vi effettuano fermata a partire dall'11 settembre di tale anno.
Il 25 novembre dello stesso anno la linea è stata interrotta a causa dell'esondazione del Tanaro, che ha provocato una frana a ridosso del fiume nel tratto tra Priola e Pievetta, che ha travolto circa 500 metri di binari. Nonostante il danno è stata svolta ugualmente l'ultima corsa turistica dell'anno con un treno a vapore, con capolinea la fermata di Bagnasco. L'anno successivo le corse sono proseguite fino a Pievetta, mentre le stazioni successive, compresa quella di Garessio, hanno continuato ad essere senza traffico, nell'attesa del completo ripristino della linea, previsto per il 2018.

## Strutture e impianti
La stazione dispone di un fabbricato viaggiatori sviluppato su due piani. Il piano terra era in parte occupato da un bar e da un ristorante-pizzeria, mentre il primo piano è in stato di abbandono. All'interno dell'atrio, chiuso al pubblico da anni, sono conservati degli affreschi risalenti a fine XIX secolo; il 3 febbraio 2016 la sala è stata riaperta in occasione della fermata del treno sperimentale, in vista della trasformazione della ferrovia in linea turistica.
Vi sono due binari: il primo, propinquo al FV, è servito da una propria banchina ed è diviso dal secondo da un'altra banchina, a isola. Il binario 1 è a tracciato corretto ed era quello di norma utilizzato, mentre il 2 è a tracciato deviato, mantenuto per eventuali precedenze (caso unico su tutta la linea a seguito dei provvedimenti di semplificazione), ma di fatto inutilizzato in quanto l'esercizio era a spola.
Sul lato Ormea si trova un edificio verde muschio di grandi dimensioni che ospitava la sottostazione elettrica fino al 1973, anno in cui la linea venne delettrificata.
Vi era inoltre uno scalo merci composto da un piano caricatore, da un magazzino, da un piazzale interno a sé stante e da un binario tronco di accesso. In origine tale binario era affiancato da un altro binario al servizio della banchina di carico e scarico che si addentrava nel piazzale interno. Nel 2010 il magazzino venne abbattuto..

## Movimento
La stazione, durante gli ultimi anni di servizio, era servita da regionali effettuati da Trenitalia nell'ambito del contratto di servizio stipulato con la Regione Piemonte.
Dal 2016 l'impianto è servito su calendario da treni storici della Fondazione FS.

Il 27 marzo 2024, il presidente della Regione Piemonte Alberto Cirio ha annunciato che la riapertura al traffico ferroviario della linea, e con essa la stazione di Garessio, avverrà nel 2028. La ferrovia sarà percorsa da treni della Longitude Holdings S.r.l. e si prevede un investimento di circa 30 milioni di euro per il ripristino.

## Servizi
La stazione, classificata da RFI nella categoria "Bronze", dispone di:
- Bar
- Ristorante
- Servizi igienici